# Casa del Capellà
La Casa del Capellà és una obra de Mataró (Maresme) protegida com a bé cultural d'interès local.

## Descripció
Casa de planta baixa i primer pis reculat, amb jardí frontal i posterior. Presenta una façana amb un eix de simetria central amb un portal al mig i dues finestres laterals. Totes les obertures tenen trencaaigües adornats. Acroteri amb balustres a la part superior de la façana.
Hi ha una tanca de ferro a l'entrada del jardí La casa fou edificada a finals del segle xix per Jeroni Boada com a casa del capellà de la Llar Cabanelles, abans Germanetes dels pobres.